# Abstract Poëtische Kunst
Abstract Poëtische Kunst (afgekort: APK) is een alternatieve vorm van poëzie waarbij gevoelens op kunstzinnige wijze door de dichter worden omgezet tot objecten. De zinnen lijken in eerste instantie zeer onsamenhangend, maar na het verkrijgen van enige leeservaring wordt het plots helder wat de kern in deze kunstvorm is.

## Geschiedenis van APK
APK is ontstaan in de Eerste Wereldoorlog. Men gebruikte het in de vorm van een poëma om elkaar in te wijden in hun persoonlijke psychische toestand. In de jaren 30 werd de Abstract Poëtische Kunst geïntroduceerd door onder andere filosoof Jean Dubuffet Senior als een vorm van poëzie, waarin men zich ongemerkt kon uiten. Hij werd bruut bekritiseerd door onwetende analisten die de nieuwe, zeer alternatieve methode van dichten niet begrepen en de manier van schrijven ten strengste afkeurden. Jean Dubuffet bezweek onder de kritieken en vluchtte naar Zwitserland. 
Dubuffet Senior werd verzwegen en vergeten, hij kwam in de media niet meer ter sprake. Wel had hij nog enkele volgelingen die zijn dichtkunsten accepteerden en bewonderden; APK leefde voort. Hieronder waren later ook hippies die geloofden dat de gedichten door God gezonden boodschappen waren, waarin een roep om vrede verborgen was. 
Veel oude werken zijn verloren gegaan. Tevens is oude APK vernietigd door Duitsers in de Tweede Wereldoorlog, omdat zij meenden dat de gedichten werden gebruikt voor doeleinden die niet strookten met hun eigen opvattingen. Nog steeds is er een kleine groep bewonderaars die het werk van Jean Dubuffet bestudeert, en die schrijft, hetzij anders ontwikkeld, volgens de ideeën van de Abstract Poëtische Kunst. Aangezien de dichtvorm niet erg bekend is en nog steeds niet door iedereen wordt geaccepteerd, blijven de huidige schrijvers vaak anoniem. Het gezelschap der dichters hoopt nog steeds op een herleving.
Een fragment uit een poëma:

Klassiek autonoom 
post-modern syndroom

—   Anoniem 